# Татјана Толстој
Татјана Никитишна Толстој (рус. Татьяна Никитична Толстая; Лењинград, 3. мај 1951) је руска списатељица, ТВ водитељка, публицисткиња, романсијерка и есејисткиња из породице Толстој.

## Породица
Толстој је рођена у Лењинграду у породици писаца. Њен деда по оцу, Алексеј Николајевич Толстој, био је пионирски писац научне фантастике и син грофа Николаја Александровича Толстоја (1849–1900) и Александре Леонтијевне Тургењеве (1854–1906), рођака децембриста Николаја Тургењева и писца Ивана Тургењева. Бака по оцу јој је била песникиња Наталија Крандијевска. Михаил Лозински (1886-1955), њен деда по мајци, био је књижевни преводилац познат по свом преводу Дантеове Божанствене комедије. Сестра Татјане Толстој, Наталија, такође је била писац. Њен син Артемиј Лебедев је оснивач и власник „Art. Lebedev Studio”, руске фирме за веб-дизајн.

## Живот и рад

### 1951—1983: прве године
Татјана Толстој је рођена у Лењинграду од професора физике Никите Толстоја и Наталије Михајловне Лозинске.  Са шесторо браће и сестара, одрасла је у First Apartment house of Lensovet (Первый жилой дом Ленсовета на Карповке). 
Године 1974. Толстој је дипломирала на одсеку за класичну филологију Лењинградског државног универзитета. Исте године се удала за филолога Андреја Лебедева. Пар се преселио у Москву почетком Периода стагнације 1980-их, где је Толстој почела да ради у издавачкој кући Наука.  
Како се Толстој сећа, у новембру 1982. имала је операцију на очима и морала је да проведе три месеца на рехабилитацији, неспособна да види на јаком светлу. Верује да ју је тај период довео до писања: без сталног протока информација из света, њен ум се разбистрио и открила је у себи жељу да записује заплете и приче.   

### 1983—1989: почетак књижевне каријере
Године 1983. Толстој се појавила као књижевни критичар.
Њена прва кратка прича, На златном трему ( На золотом крильце сидели ), појавила се у часопису Аврора 1983. године и означила је почетак Толстојине књижевне каријере, а њена истоимена збирка прича је Толстој прогласила једним од најистакнутијих писаца перестројке и постсовјетског периода. Како пише Мичико Какутани, „може се наћи одјеци... дела њеног праунука Лава Толстоја – његова љубав према природи, његов психолошки увид, његова пажња према детаљима свакодневног живота“.  Али „њене блиставе, прогањајуће приче најоштрије подсећају на Чеховљево дело, мапирају унутрашње животе ликова и неостварене снове са необичном симпатијом и проницљивошћу“, а такође показују „ауторичину набоковску љубав према језику и њену склоност чудним излетима у надреално, подсећа на Булгакова и Гогоља “.  Године 1987. збирка кратких прича под истим насловом — На златном трему — преведена је на енглески и добила је позитивне критике.  Када је 1988. књига објављена у Русији, више од 50.000 примерака је распродато за неколико сати.  Била је гостујући професор руске књижевности на Универзитету Тексас у Остину 1989.

### 1990—1999: живот у САД и новинарство
Године 1990. Толстој је са породицом емигрирала у Сједињене Државе. Почела је да предаје руску књижевност и креативно писање прво на Принстону, затим на Скидмор колеџу и држала је предавања на више универзитета.  
Појавила се и као новинарка и дала допринос часописима New York Review of Books, The New Yorker, The Times Literary Supplement, Wilson Quarterly, а такође је писала за руска издања као што су Московске вести, Капитал и Руски телеграф. 
Године 1988, Татјана и њена сестра Наталија су коауторке књиге кратких прича која је објављена под насловом Sisters (Сестре).

### 2000—2012:Ќис,Школа за скандал, писање говора
Почетком 1990-их Толстој је радила на писању говора за партију Унија десних снага заједно са сценаристкињом и новинарком Дуњом Смирновом и књижевним критичарем Alexander Timopheevsky (Тимофеевский, Александр Александрович). 
Године 1999. Толстој се вратила у Русију. Следеће године објавила је свој роман The Slynx ('Ќис) (Кись), дистопијску визију пост- нуклеарног руског живота у некадашњој (сада заборављеној) Москви, представљајући негативан образовни роман који се делимично суочава са „разочарењима постсовјетских руских политичких и друштвених живот“.  Описан је као „приказ о деградираном свету који је пун одјека узвишене књижевности руске прошлости; насмејани портрет људске нехуманости; почаст уметности у њеној суверености и беспомоћности; визија прошлост као будућност у којој је будућност сада“.  Како је списатељица признала, за писање романа јој је требало више од 14 година.  До 2003. године продато је више од 200.000 примерака The Slynx-а.
Убрзо након објављивања The Slynx (Кис), објављене су још три Толстојине књиге. Две збирке приповедака под насловима Day (Дан) и Night (Ноћ) пратиле су Two (Две), у коауторству са сестром Наталијом. 
Дванаест година између 2002. и 2014. са другарицом Avdotya Smirnova (Смирнова, Авдотья Андреевна) Толстој је била ко-водитељица програма руске културне телевизије The School for Scandal (Школа за скандал) (названа по драми Ричарда Шеридана), у којој је водила интервјуе са различитим представницима савремене руске културе и политике.  2003. године Руска национална телевизија наградила је The School for Scandal Школу за скандал награду за најбољи ток шоу.
Године 2010, са својом нећакињом Олгом Прохоровом, Толстој је објавила The Same ABC of Buratino — збирку песама које је требало да буде у књизи коју је Буратино продао. У интервјуу руском часопису Толстој је признала да је од детињства гајила идеју о овој књизи, али тек када су јој деца порасла, њена нећака је „покупила“ пројекат и помогла у писању књиге. 

### После 2013
The New Yorker је 12. јуна 2015. објавио Квадрат,  мрачни омаж ништавности слике Казимира Маљевича из 1915. Црни квадрат, која се завршава самореференцијалним параграфом.
У Русији је 2018. изашла збирка кратких прича под називом Aetherial Worlds (Етерични светови). Написане разиграним и поетским језиком, приче су мешавина стварних и измишљених сећања на њено детињство, њена путовања и породицу.   Књига је награђена Ivan Belkin Literary Award.  Убрзо је преведен на енглески и добио позитивна признања. 
2020. године добила је награду Писац године. Ова награда одаје признање плодним писцима за њихов дугогодишњи допринос руској књижевности. 

### Романи
- The Slynx (Кис) (2000).

### Кратка фикција
Збирке
- On the golden porch (Седели смо на златном трему) (1987).
- Волели то или не (1997)
- Сестре (у коауторству са Наталијом Толстој) (1998).
- Река Окервил (1999).
- Два (у коауторству са Наталијом Толстој) (2001).
- Дан (2001).
- Ноћ (2001).
- Суво грожђе (2002).
- Круг (2003).
- Бели зидови (2004).
- Дан жена (2006).
- Боли ме (2007).
- Река (2007).
- Кис. Обилазак животиња. Приче (2009).

Приче
| Наслов                                   | Година | Први пут објављено                                                                                 | Поново штампано/сакупљено | Напомене |
| ---------------------------------------- | ------ | -------------------------------------------------------------------------------------------------- | ------------------------- | -------- |
| The poet and the muse (Песник и муза)    | 1990.  | Tolstaya, Tatyana (8. 1. 1990). „The poet and the muse”. The New Yorker.                           |                           |          |
| Heavenly flame (Небески пламен)          | 1990.  | Tolstaya, Tatyana (8. 10. 1990). Превод: Jamey Gambrell. „Heavenly flame”. The New Yorker.         |                           |          |
| Most beloved (Највољенија)               | 1991.  | Tolstaya, Tatyana (4. 3. 1991). Превод: Jamey Gambrell. „Most beloved”. The New Yorker.            |                           |          |
| Night (Ноћ)                              | 1991.  | Tolstaya, Tatyana (пролеће 1991). „Night”. The Paris Review. 118.                                  |                           |          |
| White walls (Бели зидови)                | 2000.  | Tolstaya, Tatyana (17. 1. 2000). Превод: Jamey Gambrell. „White walls”. The New Yorker.            |                           |          |
| See the other side (Видите другу страну) | 2007.  | Tolstaya, Tatyana (12. 3. 2007). Превод: Jamey Gambrell. „See the other side”. The New Yorker. 83. |                           |          |
| Aspic                                    | 2016.  | Tolstaya, Tatyana (25. 1. 2016). Превод: Anya Migdal. „Aspic”. The New Yorker. 91 (45): 59.        |                           |          |

Избор
- Није кис (избор из њених најлепших прича, чланака, есеја и интервјуа) (2004)

### Документарна литература
- Tolstaya, Tatyana (1992). „Is there hope for Pushkin's children?” (PDF). Wilson Quarterly. 16.
- — (29. 2. 1996). „On Joseph Brodsky”. The New York Review of Books.
- — (28. 12. 1998). „The snow collectors”. The New Yorker.
- — (25. 5. 2000). „The making of Mr Putin”. The New York Review of Books.
- — (20. 9. 2000). „Of saints and servants”. Project Syndicate.
- — (2003). Pushkin's children : writings on Russia and Russians. Boston and New York: Houghton Mifflin.
- — (26. 12. 2005). „Yorick : uncovering the bones of a grandmother's past”. Personal History. The New Yorker. 81 (41).
- — (22—29. 12. 2014). „Bus stop”. Inner Worlds. The New Yorker. 90 (41): 123.
- — (28. 12. 2014). „The beauty, the journalist, and the Titanic”. BBC Magazine.
- — (12. 6. 2015). „The square”.[а]
- — (21. 6. 2015). „Father”.[а]

Напомене
1. 1 2  Доступно само на веб локацији.